# Мецавија (Падова)
Мецавија је насеље у Италији у округу Падова, региону Венето.
Према процени из 2011. у насељу је живело 916 становника. Насеље се налази на надморској висини од 10 м.